# Sint-Vituskerk (Barnstorf)
De Sint-Vituskerk (Duits: St.-Veit-Kirche) is een protestants Godshuis in Barnstorf (Nedersaksen). Het kerkgebouw betreft een laatromaanse zaalkerk van baksteen met een halfronde apsis en een westelijke toren met spits.

## Geschiedenis
Alhoewel de huidige werd gebouwd in de jaren 1260, wordt een voorgangerskerk al in 890 genoemd. Deze voorganger zou tot een van de parochies hebben behoort, die vanuit het missiecentrum in Visbek werden opgericht en waarvan de patronaatsrechten op 20 maart 855 aan de Abdij van Corvey werden overgedragen. Nadat vanaf 780 door Karel de Grote (* waarschijnlijk 2 april 747 of 748-† 28 januari 814 in Aken) negen parochies ten behoeve van de kerstening van de onderworpen Saksen werden opgericht, werden vanuit het missiecentrum Visbek door abt Gerbert Castus de eerste kerkelijke gemeenten in de omgeving gesticht

## Beschrijving
De Sint-Vituskerk is een romaans gebouw. De sokkel van de onderste verdieping is vierkant en deels nog van granieten keien en gaat ongeveer op de helft van de hoogte over in een achthoekige bouw. De totale hoogte van de toren, die door een achthoekige spits wordt afgesloten, is 39 meter. Het kerkschip is 26 meter lang, heeft 7 meter hoge muren en wordt in het oosten afgesloten door een halfronde apsis. Bij de restauratie van 1963 werd ervoor gekozen om zowel het interieur als het exterieur zoveel mogelijk in de oorspronkelijke staat terug te brengen. Zo werden de oorspronkelijke rondboogvensters, die in de barokke periode waren vergroot, in de oude maten teruggebracht.

## Inrichting
Van de oude inrichting bleef vrijwel niets bewaard. Deze verdween tijdens de plundering van de kerk door troepen van het bisdom Münster in de 16e eeuw. Tot de oorspronkelijke inrichting behoorde waarschijnlijk het sterk beschadigde vroeggotisch doopvont, dat in de tuin van de pastorie ligt.
Tot de restauratie van 1963 stond het altaar in de apsis. Tegenwoordig bevindt het zich aan de noordelijke kant van de torenhal. Het is net als het doopvont en de kansel een kunstwerk uit de barokke periode. Het altaarschilderij stelt de gekruisigde Christus voor; op de omlijsting staan de woorden Gott hat seines eigenen Sohnes nicht verschonet (Romeinen 8:32). Daaronder is de tekst Du hast deines einzigen Sohnes nicht verschonet um meinetwillen (Genesis 22) te lezen, die verwijst naar de predella waar het offer van Abraham wordt uitgebeeld. De altaarbeelden stellen Mozes en Paulus voor. Het altaar wordt bekroond met de beelden die geloof, liefde en hoop symboliseren.
Het opmerkelijke offerblok in de toren wordt op het jaar 1696 gedateerd en wordt door de arme Lazarus gedragen, wiens zweren worden gelikt door honden. Op het deurtje van het offerblok is de tekst Wer sich deß armen erbarmet, der leihet dem Herrn, der wird ihm wieder guts vergelten (Spreuken 19:17).
De barokke kanselkuip wordt versierd door de reliëfs van Maarten Luther, Christus met de doornenkroon, Petrus en Paulus.
De halfronde apsis heeft drie kleine romaanse vensters die worden omlijst met geschilderde zuilen. Daartussen zijn zes apostelbeelden van donker hout. Er zijn op de beelden nog resten van de oude kleuren te zien. Volgens een legende zouden de beelden door een schaapsherder op de heide zijn gesneden. In de noordelijke muur bevindt zich een bijna drie meter hoog gotisch tabernakel. Boven de eenvoudige altaartafel hangt een crucifix uit de 15e eeuw.
Het barokke doopvont (1690) staat op een voet met Johannes de Doper die Jezus doopt.